# Микроперепись населения
Микропереписи населения России — регулярные демографические обследования населения в межпереписной период, охватывающие репрезентативную выборку состава населения России, а не всю генеральную совокупность (чем и отличаются от полноценных всеохватных переписей). На современной территории России микропереписи проходили в 1985, 1994 и 2015 годах. Ответственным органом государственной власти является Федеральная служба государственной статистики (Росстат).